# Istro-Roumains

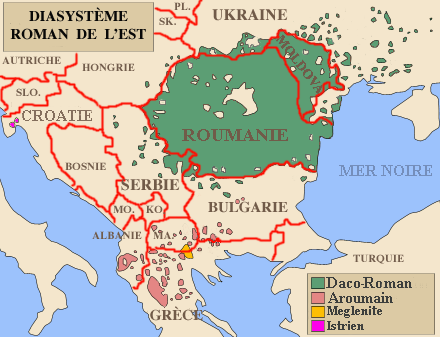
Les locuteurs d’idiomes romans de l’Est en Europe centrale et orientale. Les Istro-Roumains sont leur branche la plus occidentale.

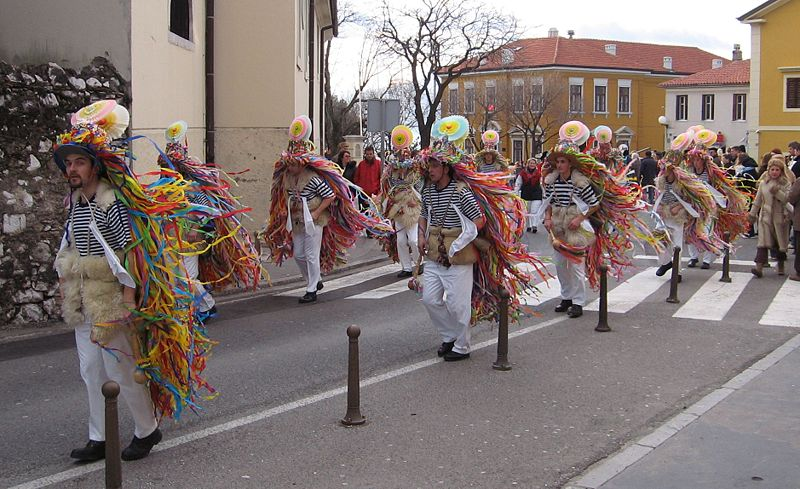
Les zvončari de Žejane à Rijeka

Les Istro-Roumains sont un des deux groupes roumanophones qui ont migré vers l’ouest au Moyen Âge depuis l’aire de répartition des Roumains, l’autre étant celui des Valaques de Moravie. Les Istro-Roumains se sont établis dans la péninsule d’Istrie, à l’époque partagée entre les domaines vénitien et habsbourgeois, autour du massif montagneux de la Cicceria ou Terra dei Cicci, où ils sont entrés dans un processus graduel d’assimilation aux populations majoritaires (italophones sur les côtes, slavophones dans l'intérieur), de sorte qu’aujourd’hui ils ne subsistent qu’en Croatie, dans le village de Žejane au nord-est du massif d’Učka, et dans sept autres villages et hameaux au sud de ce massif : le nombre des locuteurs de l’istro-roumain était estimé à moins d’un millier en 2010. D’autres Istro-Roumains sont répandus dans des villes de Croatie ou vivent en émigration en Europe de l'Ouest, aux États-Unis, au Canada et en Australie.
Les ethnonymes italiens Istriani (Istriens) ou Cicci, croates Čiči ou Ćiribirci, allemand Tschitschen sont des exonymes locaux, tandis qu’istroromâni (Istro-Roumains) est un exonyme créé par des linguistes. Les Istro-Roumains eux-mêmes se désignent au sud d’Učka comme vlåš (valaques, singulier vlåh) et ceux de Žejane comme žejånci.
À partir de la seconde moitié du XIXe siècle, de nombreux chercheurs se sont occupés des Istro-Roumains et de leur langue, mais le moment de leur arrivée en Istrie et leur lieu d’origine exacts restent à ce jour discutés (pour autant que l’on puisse les déterminer, s’agissant d’un contexte probablement lié à la transhumance pastorale, activité traditionnelle très répandue chez les Roumains du passé).
Si des Istro-Roumains se sont assimilés aux Italiens d’Istrie, il n’est actuellement plus possible de les identifier, d’autant que ces populations ont été expulsées par les autorités yougoslaves après la seconde Guerre mondiale et se sont dispersées en Italie. Il est plus facile, par les patronymes et l’histoire familiale, d’identifier les Croates d’origine istro-roumaine, restés sur place. Les spécificités culturelles des Istro-Roumains encore locuteurs de leur langue se sont presque totalement fondues dans la culture croate locale, et leur langue même est fortement influencée par le croate, étant considérée en grand danger par l’UNESCO. Depuis les années 2000 il y a certaines actions de sauvegarde de l’identité et de la langue istro-roumaines, menées par des associations culturelles, avec un certain appui de la part des autorités.

## Problèmes de dénomination
La dénomination Istriens parfois donnée aux Istro-Roumains ne doit pas prêter à confusion d’une part avec le peuple antique des Histres également appelé « Istriens » dans de nombreux textes français, ni avec Istriotes qui désigne les populations de langue italienne d’Istrie.

## Historique des recherches sur les Istro-Roumains

### Les débuts
L’intérêt pour les Istro-Roumains s’éveille au XIXe siècle, dans le contexte du romantisme, courant qui avait le culte des traditions et du patrimoine spirituel des peuples. En 1819, Ivan Feretić, un prêtre catholique de l’île de Krk, transcrit deux prières en « roumain de Krk », proche de l’istro-roumain et disparu dans la première moitié du XIXe siècle.
Un premier article de presse, qui constate des similitudes entre le roumain des principautés roumaines et l’istro-roumain, paraît en 1846, signé par l’érudit Antonio Covaz d’Istrie. Il mentionne en même temps la perte de la langue dans les localités faiblement peuplées par des Istro-Roumains, ainsi que les emprunts au croate. L’auteur inclut aussi des éléments de grammaire et deux textes brefs en istro-roumain, qu’il traduit en latin et en italien. Cet auteur pense que les Istro-Roumains sont les descendants des colons romains établis en Istrie dans l’Antiquité. La même année et dans le même journal, il paraît un article sous forme de lettre de l’historien et archéologue Pietro Paolo Kandler de Trieste, qui partage l’idée de Covaz. Le même Kandler publiera par la suite d’autres articles et des documents anciens sur le même sujet.
Le premier Roumain qui, ayant lu les articles de Covaz et de Kandler, écrit sur les Istro-Roumains, en 1847, est Gheorghe Asachi.
Le juriste Carlo de Franceschi est un autre Italien qui aborde le sujet des Istro-Roumains, en 1852, affirmant qu’ils sont arrivés en Istrie depuis les îles de la Mer Adriatique, en compagnie de Slaves.
Le premier Roumain qui prend contact avec les Istro-Roumains est le professeur d’histoire Ioan Maiorescu, d’abord en 1857, puis en 1861, mais ses impressions ne sont publiées qu’après sa mort, dans une série d’articles, en 1872, ensuite sous forme de livre en 1874, par son fils Titu Maiorescu. Ioan Maiorescu aussi est convaincu de l’origine romaine istrienne des Istro-Roumains.

### Entre 1861 et 1900
Les recherches proprement-dites commencent lorsque des linguistes s’y impliquent. Une première étude relativement ample est écrite en 1861 par le linguiste italien Graziadio Isaia Ascoli qui compare l’istro-roumain au daco-roumain et à l’aroumain et combat l’idée que les Istro-Roumains seraient les descendants des Romains colonisés en Istrie.
Des chercheurs germanophones aussi abordent le sujet des Istro-Roumains. Ainsi, en 1861 également, paraît la premier ouvrage du slaviste slovène Franc Miklošič au sujet des Istro-Roumains, puis d’autres, en 1880 et en 1882, dans lesquels l’auteur affirme leur origine sud-danubienne. Les textes istro-roumains utilisés par Miklošič lui sont fournis par les romanistes Antonio Ive et Theodor Gartner.
Après la parution du premier ouvrage de Miklošič, Hermann Ignaz Bidermann, dans un livre consacré aux populations romanes d’Autriche-Hongrie paru en 1877, s’occupe des Istro-Roumains aussi, en plaçant leur présence en Istrie à partir du XVe siècle ou du XVIe siècle.
L’historien croate Franjo Rački consacre à son tour onze pages aux Istro-Roumains dans une étude de 1881, en traçant le chemin de leur migration commencé au XIIe siècle dans l’est des Balkans, à travers la Serbie, la Bosnie, la Croatie et la Dalmatie, jusqu’en Istrie et à l’île de Krk, migration effectuée en petits groupes.
Le linguiste spécialiste des langues romanes orientales Gustav Weigand (de) publie lui aussi des études sur l’istro-roumain, en 1892, 1894 et 1895.
Les chercheurs vont de plus en plus souvent étudier les Istro-Roumains et surtout leur langue dans les villages de ceux-ci, en notant divers textes : prières, chansons, contes, dictons et proverbes. Si Miklošič avait étudié des textes recueillis auparavant par d’autres, Weigand utilise également des textes notés par lui-même.
Un deuxième Roumain qui s’occupe beaucoup des Istro-Roumains est Teodor Burada, folkloriste, ethnographe et musicologue qui les visite en 1890 et 1893, écrivant sur ses voyages en 1896. C’est grâce à lui que l’Istro-Roumain Andrei Glavina arrive en Roumanie, où il fait des études.
Un glossaire istro-roumain d’une relative grande ampleur, rédigé par le linguiste Arthur Byhan, paraît en 1899.
Giuseppe Vassilich est le premier qui publie une bibliographie chronologique des ouvrages concernant les Istro-Roumains, parus jusqu’en 1900, les analyse minutieusement et compare largement l’hypothèse de l’origine romaine istrienne des Istro-Roumains à celle de leur immigration dans la péninsule, en optant résolument pour cette dernière et en plaçant son début au XIVe siècle.

### Après 1900
Les études sur les Istro-Roumains et leur langue deviennent plus nombreuses au XXe siècle. À son début (1905) paraît le premier et pendant longtemps le seul livre en istro-roumain, écrit par Andrei Glavina qui écrit aussi des articles de presse sur les Istro-Roumains.
En 1906, le linguiste Sextil Pușcariu publie la première partie de ses études istro-roumaines, qui ne seront reprises qu’en 1926 et en 1929.
Entre les deux premières parties des études de Pușcariu ce sont deux volumes du linguiste Iosif Popovici qui paraissent, en 1909 et en 1914, avec de nouveaux textes istro-roumains et un glossaire.
En 1924, l’historien Silviu Dragomir fait paraître un livre sur les Istro-Roumains affirmant, comme Miklošič, leur origine sud-danubienne.
L’année suivante, Tache Papahagi publie une étude sur le Pays des Moți, dans les Carpates occidentales roumaines, dans laquelle il souligne les ressemblances entre les habitants de cette région et les Istro-Roumains.
Le deuxième livre en istro-roumain, contenant des textes poétiques, narratifs, religieux et moralisateurs folkloriques, est publié en 1928 par le folkloriste et historien de la littérature Leca Morariu.
Les années 1930 voient paraître un journal de voyage en Istrie écrit par Emil Panaitescu, directeur de l’École roumaine de Rome, et les résultats des recherches sur le terrain du folkloriste et ethnologue Traian Cantemir.
Après la Seconde Guerre mondiale, les recherches diminuent mais ne cessent pas. Il convient de mentionner les travaux de Ion Coteanu, Emil Petrovici et Petru Neiescu, August Kovačec et Antony H. Hurren.
À partir des années 1990, les publications deviennent plus nombreuses. Parmi les auteurs sont à citer Kovačec, Elena Scărlătoiu, Richard Sârbu et Vasile Frățilă, Goran Filipi et Antonio Dianich.

## Histoire des Istro-Roumains

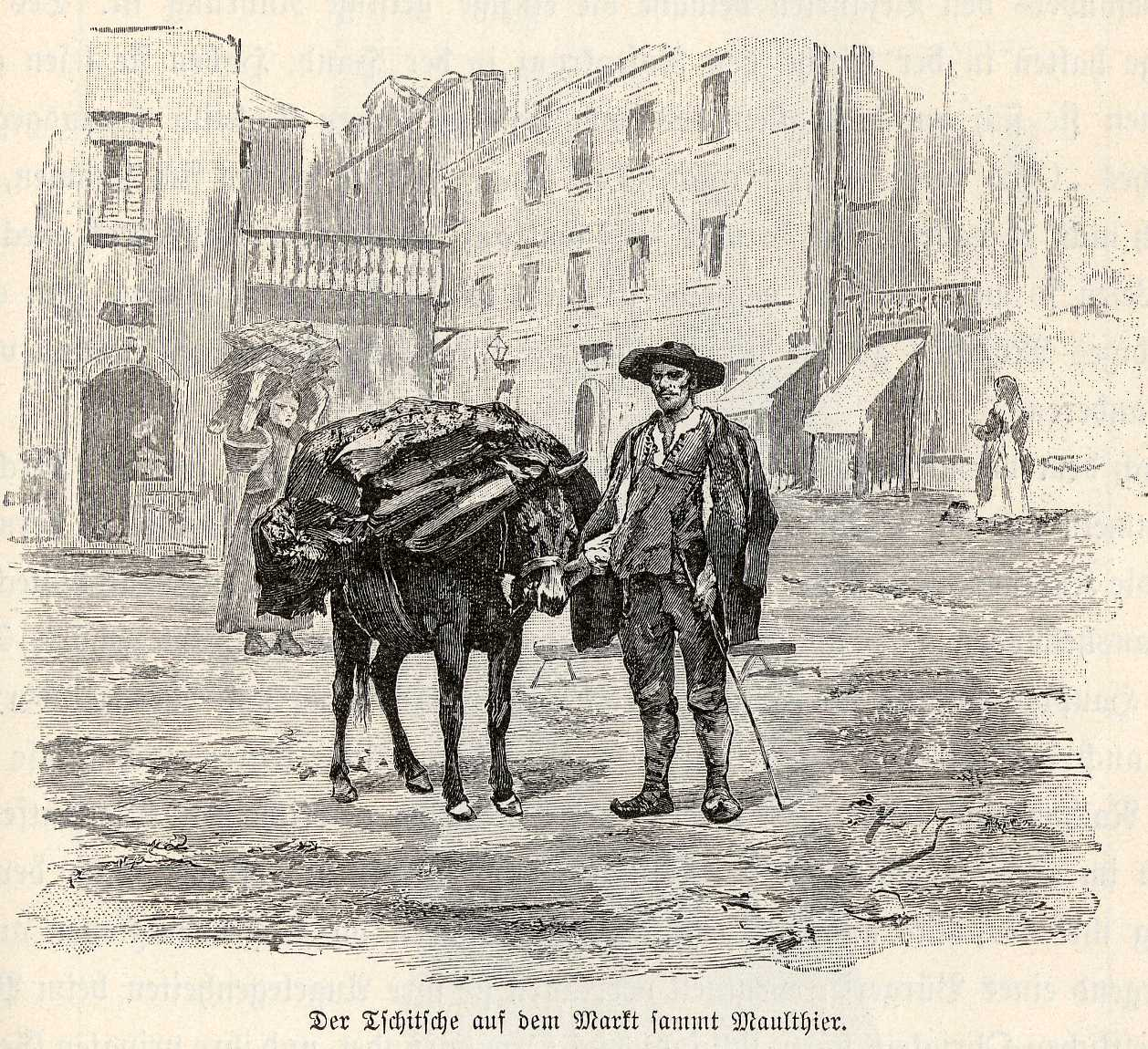
Istro-Roumain (Tschitsche en allemand) vers la fin du XIXe siècle

L’historiographie sur les Istro-Roumains est étroitement liée aux recherches linguistiques, cherchant à éclaircir ensemble leur origine et à établir le trajet qu’ils ont parcouru jusqu’à leur établissement en Istrie. Faute de sources historiques suffisantes, ces aspects continuent d’être controversés au XXIe siècle.
La thèse des premiers auteurs selon laquelle les Istro-Roumains seraient les descendants des colons romains en Istrie a été rejetée par les chercheurs ultérieurs. Concernant les habitants de Žejane (et eux seuls), les protochronistes croates affirment que ceux-ci n’auraient rien à voir avec les Roumains mais seraient les descendants des Proto-Croates, qui seraient d’origine iranienne.
Parmi les chercheurs du XXe siècle on distingue deux théories principales. Selon celle d’Ovid Densușianu, les Istro-Roumains seraient originaires du sud-ouest de la Transylvanie et du Banat historique, d’où ils seraient partis au Xe siècle. Il fonde sa théorie sur des traits de langue, par exemple le rhotacisme de [n] intervocalique simple ([n] > [r]), dans les mots d’origine latine, comme dans le parler des Moți. Cette hypothèse est soutenue par d’autres chercheurs aussi.
Sextil Pușcariu est d’un autre avis. Il affirme l’origine sud-danubienne des Istro-Roumains, la plaçant en Serbie actuelle, tout en admettant qu’ils étaient en contact avec les Roumains de la partie occidentale du territoire nord-danubien. Selon lui, ils se seraient séparés des autres Roumains au XIIIe siècle. Avec des différences quant au lieu exact, la théorie de Pușcariu est elle aussi adoptée par plusieurs chercheurs.
Outre ces deux théories, il y en a une intermédiaire, celle d’Elena Scărlătoiu, selon laquelle les Istro-Roumains proviendraient de plusieurs « noyaux » transylvains ainsi que du sud du Danube, de la vallée du Timoc, des massifs de Romanija Planina, Stari Vlah, Durmitor et de Prizren.
Quels que soient leurs lieux d’origine, les Istro-Roumains ont été les derniers à se séparer des autres locuteurs des langues romanes orientales, en migrant vers l’ouest, leur occupation principale étant l’élevage transhumant. Giuseppe Vassilich, Silviu Dragomir et Sextil Pușcariu considèrent que les futurs Istro-Roumains sont attestés sous le nom de Μαυρόβλαχοι (prononcer « Mavrovlakhoï », littéralement « Valaques noirs ») dans les documents byzantins. La base de ce mot est Βλάχοι (« Vlakhoï »), utilisé en grec médiéval pour les Roumains en général (en français « Valaques »). Μαυρόβλαχοι a donné dans le latin des chancelleries de Dalmatie Morovlachi, Moroblachi, Morolachi, Morlachi ou Murlachi, en italien Morlacchi, en serbe et en croate Morlaci, en français « Morlaques », mais ce terme pouvait aussi englober les autres romanophones de la région : les Dalmates, tandis que le terme « Valaques », tout en continuant à désigner les locuteurs des langues romanes orientales, s’élargissait aux romanophones slavisés, voire aux pâtres en général, sans distinction d’ethnie. La toponymie et l’anthroponymie des Balkans ainsi que la linguistique balkanique montrent que des populations slaves, romanes et grecques y vivaient mélangées : les premières, surtout agricoles, dominant dans les plaines (Σκλαβινίαι, Склавинии, « sklavinies »), les deuxièmes, surtout pastorales sur les piémonts (Βλαχίες, Влахии, « valachies ») et les troisièmes, surtout urbaines, marchandes et maritimes dans les grandes villes et sur les côtes (κεφαλίες, кефалии, « céphalies »),,,,,,.
Après s’être établis en Istrie, les Istro-Roumains commencent à s’assimiler à la population majoritaire, ne gardant leur identité et leur langue que dans les zones les plus densément peuplés par eux, celles de Žejane et de Šušnjevica. Le fait qu’ils étaient jadis beaucoup plus répandus qu’au XXIe est prouvé par des toponymes. Toute une région du nord de l’Istrie, pour la plupart sur le territoire croate et partiellement en Slovénie s’appelle toujours Ćićarija, en italien Cicceria. Des noms istro-roumains de localités sont Floričići (cf. roumain floricică « fleurette »), Jerbulišće (roum. iarbă « herbe »), Katun, Kature (roum. cătun « hameau »), Fečori (roum. feciori « jeunes hommes »), Kerbune (roum. cărbune « charbon »).

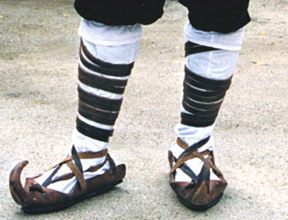
Les ciòci sont des chaussures en peau à pointe portées par les Ćići et par des bergers en Italie centrale.

Il est possible que leurs migrations se soient étalées sur plusieurs siècles et aient dépassé l’Istrie. Les « Roumains occidentaux », comme les appelle Pușcariu, seraient arrivés en Dalmatie dès le XIe siècle si l’on considère comme roumains les noms de personnes Danulus et Negulus trouvés dans des documents de 1018 et 1070. Plus tard, au XIIe siècle, d’autres groupes seraient arrivés dans l’actuelle région italienne de Frioul-Vénétie Julienne. Enfin, se basant sur la ressemblance des noms Ćići (croate), Tschitsche (allemand), Chichii (latin) avec le mot cioc (« bec », « pointe ») et avec la ciocia, un mot romain pour un type de chaussure de quelques pauvres bergers de Rome et du Latium où les bergers portaient jadis des chaussures à pointe identiques à celles des Istro-Roumains, on a supposé que ces derniers auraient pu parvenir jusqu’aux abords de Frosinone. Au XIVe siècle en tout cas, des bergers valaques sont attestés près des villes de Split, Trogir, Šibenik, Zadar, ainsi que sur les îles de Rab, Pag et Krk. Sur celle-ci il ne reste plus d’eux que des toponymes, par exemple Fintira (cf. roumain fântână « puits ») et Sekara (roum. secară « seigle »). Dans un document concernant la localité istrienne de Buzet, on trouve le nom d’un Valaque Pasculus Chichio, nom qui vient de l’ethnonyme Ćići utilisé par les Croates pour désigner les Istro-Roumains, et transcrit en latin Chichii dans les documents de l’époque.
Au XVe siècle, des épidémies dévastatrices de peste ont lieu en Istrie, ce qui détermine le Sénat de la république de Venise détenant le pourtour maritime de la péninsule, à favoriser l’établissement de ceux qu’il appelle dans ses documents Morlacchi, ainsi que de Slaves du Sud fuyant l’avancée de l’Empire ottoman. Ainsi, des Valaques sont mentionnés dans la localité istrienne de Buje. Le mot Cici apparaît en tant qu’ethnonyme proprement-dit dans un document de 1463.
Sous la forme de Chichii, cet ethnonyme réapparaît dans des documents en latin des années 1517, 1524 et 1527, gardés dans les archives de Trieste. Au cours de ce siècle, leurs hameaux sont éparpillés à peu près partout dans la péninsule, plus concentrés dans la zone des villages actuels de Žejane et Mune, au nord du massif Učka, ainsi que dans celle de Šušnjevica, au sud du massif.
Dans un ouvrage de 1641 sur l’Istrie, l’évêque érudit de Cittanova (en croate Novigrad), Giacomo Filippo Tomasini, mentionne les Morlaques, en affirmant qu’« ils ont une langue à eux qui, par beaucoup de mots, ressemble au latin ».
Un autre auteur italien, le moine Ireneo della Croce, dans une histoire de Trieste parue en 1698, parle de i nostri Chichi, dont il précise qu’ils se disent Rumeri dans leur langue. En effet, ce mot reflète deux changements phonétiques dans l’évolution du latin aux diasystème roman de l'Est en général ([o] atone > [u] et [a] accentué suivi de [n] + voyelle > [ɨ], rendue en italien par e) et une autre spécifique à l’istro-roumain : [n] intervocalique simple > [r]. L’auteur donne aussi 13 noms seuls, 8 noms avec des déterminants et deux phrases simples dans leur langue, avec leur traduction en latin. C’est la première attestation de la langue hormis les toponymes et les noms de personnes apparus dans des documents antérieurs.

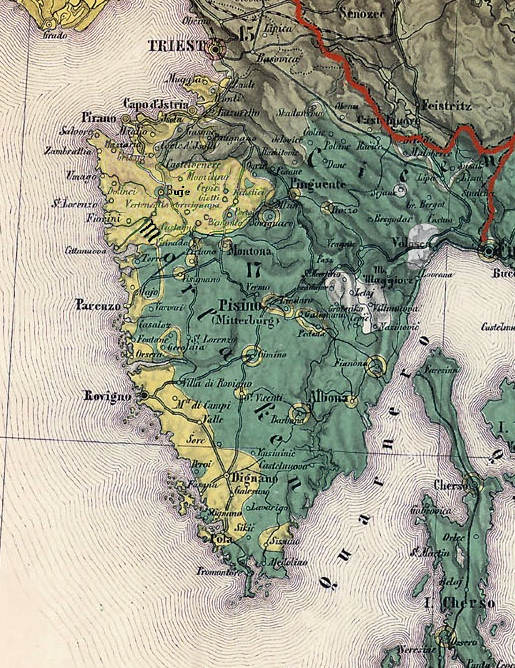
Ethnies de l’Istrie selon le recensement austro-hongrois de 1880.
Les Istro-roumains sont représentés en gris, les Italiens en jaune, les Slovènes et les Croates en nuances de vert.
Les mots Cicen et Morlaken désignent des populations anciennement romanophones mais en voie de slavisation ou d'italianiation.

L’occupation de base traditionnelle des Istro-Roumains était l’élevage transhumant mais ils en avaient d’autres aussi. Il est attesté dès le XIVe siècle qu’ils formaient des caravanes avec lesquelles ils se déplaçaient pour vendre leurs produits laitiers, mais aussi pour transporter diverses autres marchandises, tels du plomb de Bosnie à Raguse (Dubrovnik) et du sel de la côte de la Mer adriatique vers l’intérieur des terres. Dans le commerce de Raguse, le caseus vlachescus ou vlachiscus « fromage valaque », autrement appelé la brença (cf. roumain brânză) apparaît dans un document de 1357, et avait une telle importance, qu’il était employé comme moyen de paiement, son prix étant établi par les autorités.
Une autre occupation typique des Istro-Roumains était au XIXe et dans la première moitié du XXe siècle la production du charbon de bois qu’ils transportaient sur de longues distances pour le vendre. Sextil Pușcariu décrit en détail comment ils faisaient le charbon de bois. Ils faisaient aussi le commerce du vinaigre. En 1896, Teodor Burada constate que les Istro-Roumains étaient pauvres : l’élevage transhumant avait décliné, celui à la ferme était négligé et l’agriculture était faiblement productive. Ils avaient cultivé la vigne mais les plantations avaient été détruites pas le phylloxéra. Un moyen par lequel ils essayaient de mieux gagner leur vie était la culture de la sauge, surtout à Šušnjevica.
Depuis le début du XIXe siècle, l’Istrie fait partie de l’empire d'Autriche devenu Autriche-Hongrie, exactement de sa province appelée Österreichisches Küstenland (Littoral autrichien), habitée par plusieurs ethnies, principalement des Croates, des Slovènes et des Italiens. À la différence de ceux-ci, les Istro-Roumains ne sont pas reconnus en tant que groupe national constitutif. Le chercheurs de l’époque constatent les discriminations qu’ils subissent. Gustav Weigand écrit : « L’instruction est très négligée. La jalousie des Slaves et des Italiens, qui les uns et les autres réclament les Tsiribiris comme leurs, a empêché jusqu’à ce jour la fondation d’écoles dans les villages valaques. ». La même chose est signalée par Vincențiu Nicoară, professeur au lycée de Fiume (Rijeka), originaire de Transylvanie (à l’époque appartenant directement à la Hongrie, comme Fiume), ainsi que par son ami hongrois Lajos Czink, avec qui il a visité les Istro-Roumains. Celui-ci écrit que 47 habitants de Šušnjevica avaient demandé à la diète provinciale une école en leur langue, mais sans résultat. L’affirmation de Weigand est en partie contredite par le fait que les Italiens de la diète avaient soutenu cette requête mais ils étaient en minorité par rapport aux Croates. Seize ans après, Andrei Glavina attire l’attention sur le même problème. Tous les trois mentionnent également que les messes se font en latin et en croate, les prêtres s’efforçant d’empêcher le développement culturel de leurs paroissiens.
Après la Première Guerre mondiale, l’Istrie passe à l’Italie. En 1921 est ouverte la première école où l’on enseigne l’istro-roumain et le roumain standard, fondée par Glavina, mais celui-ci meurt en 1925, ce qui met fin à l’expérience. Par ailleurs, en 1922, Glavina était devenu le maire d’une commune formée avec les villages istro-roumains du sud du massif Učka.
En 1945, l’Istrie est incorporée à la Yougoslavie communiste. Une grande partie de la communauté istro-roumaine émigre alors vers l’Italie.

## Ethnonymes

### Exonymes
L’ethnonyme « Valaques » (en grec Βλάχοι, dans les documents en latin médiéval Vlachi, en serbe et en croate Vlahi, puis Vlasi) est employé pour les Istro-Roumains dès le Moyen Âge, mais il désigne aussi bien d’autres populations, dans des sens différents en fonction des peuples qui l’ont utilisé ou l’utilisent, et en fonction de l’époque. À partir du IXe siècle, les Byzantins l’utilisent pour tous les locuteurs d’idiomes romans de l’Est des Balkans (qui, auparavant, n’avaient pas plus que les hellénophones de désignation spécifique, étant simplement dénommés en grec Ῥωμαίοι (Romées) en tant que citoyens de l’Empire). Plus tard, dans les documents serbes et croates, « Valaques » finit par désigner les bergers de toute ethnie sur le territoire des Slaves du Sud. Au XXIe siècle, le terme dénomme en grec les Aroumains et les Mégléno-Roumains, et en serbe et croate les Roumains de la vallée du Timoc aussi.
Le terme « Morlaques » (en grec Μαυρόβλαχοι, en latin Moroulahi etc., en croate Morlaci, en italien Morlacchi) a été employé d’abord pour les Roumains occidentaux, dont proviennent les Istro-Roumains mais il a aussi désigné des bergers d’autres ethnies, peut-être également les locuteurs du dalmate, et n’est plus utilisé.
Le premier exonyme qui dénomme spécifiquement les Istro-Roumains et eux seuls, Ćići, leur a été donné par les Croates. Il apparaît dans les documents latins sous la forme Chichii, dans les italiens d’abord écrit Chichi, puis Cici, parfois Cicci, alors qu’en allemand c’est Tschizen, Tschitzen, Zitschen, Tschitschen, Ziegen ou Zische. Cet ethnonyme viendrait du mot serbe/croate čiča « oncle » avec lequel les Istro-Roumains se seraient adressés l’un à l’autre. Il est imprécis, puisqu’il se réfère aux Croates de la Ćićarija aussi.
Un autre exonyme utilisé par les Croates était autrefois Ćiribiri, dont Ascoli précise qu’il était méprisant, par la suite existant dans la variante Ćiribirci. Conformément à une hypothèse non vérifiable, il viendrait de la phrase cire bire (cf. roumain ține bine) « tiens bien ». Les Croates appellent les Istro-Roumains Vlasi également.
Dans le milieu académique aussi, on a utilisé plusieurs ethnonymes pour les Istro-Roumains. Covaz les appelait Rimgliani o Vlahi d’Istria, Rimljani étant le terme utilisé par les Croates et les Serbes pour les citoyens romains, Ascoli et Vassilich – Rumeni d'Istria, Ioan Maiorescu – români istrieni, Weigand – Valaques d’Istrie. Le terme « Istro-Roumains » a été utilisé pour la première fois par Asachi. Plus tard, Miklošič, qui avait d’abord employé le syntagme istrischen Rumunen, a employé celui de istro-rumunisch, dont s’est généralisé par la suite le nom de la langue et de ses locuteurs.

### Endonymes
Conformément à l’information provenant d’Ireneo della Croce, les Istro-Roumains utilisaient l’endonyme rumeri au XVIIe siècle mais il n’apparaît plus dans des documents jusqu’à sa reprise par Andrei Glavina, puis par Leca Morariu. Au XXIe siècle, les Istro-Roumains se dénomment en général par un adjectif dérivé du nom de leur village, ceux de Žejane par cet adjectif uniquement (žejånci), les autres, à côté de l’adjectif dérivé du nom de leur village, ont adopté l’exonyme vlåš (singulier vlåh). Dans les deux zones, certains se disent Rumunji « Roumains » aussi, dans leurs contacts avec des étrangers, sous l’influence des chercheurs roumains.

## Le processus d’assimilation des Istro-Roumains
Dès qu’ils s’établissent en Istrie, les Istro-Roumains commencent à s’assimiler à la population locale, surtout croate. Les causes de l’assimilation sont multiples. Tout d’abord, leur nombre est beaucoup moindre que celui des autres et la plupart de leurs localités sont dispersées parmi les autres.
L’absence de leur langue dans l’église contribue elle aussi au déclin de son emploi. Le clergé de langue croate, slovène ou italienne agit même dans le sens de l’assimilation.
Lorsque la scolarisation gagne les campagnes, l’absence de l’aspect écrit de la langue istro-roumaine rend impossible son utilisation dans l’enseignement. De plus, quand les Istro-Roumains veulent avoir des écoles en leur langue, ils sont empêchés d’en avoir, à cause des Croates, qui veulent les assimiler. Le manque d’écoles fait qu’au début du XXe siècle, 90 % des Istro-Roumains sont analphabètes. La situation s’améliore progressivement, surtout après la Seconde Guerre mondiale. En 2012 on estime qu’ils savent lire et écrire à plus de 95 % mais en croate. Ceux qui veulent s’élever sur l’échelle sociale sont forcés de le faire au prix de leur assimilation. Dans ces conditions, il ne s’est pas formé d’élite istro-roumaine propre, qui maintienne la conscience ethnique et contribue à préserver la langue.
L’assimilation s’accélère à partir des années 1950, parce que l’isolement des villages se réduit par la modernisation des routes, et que la population devient plus mobile à la suite de l’industrialisation. Ces phénomènes favorisent la multiplication des mariages interethniques, ce qui est un facteur d’assimilation de plus. Par conséquent, l’istro-roumain est ressenti comme de moins en moins utile pour l’affirmation sur le plan social.
À cause de l’assimilation, le nombre d’Istro-Roumains, si l’on considère comme tels les locuteurs de la langue, a diminué constamment, mais ce nombre a toujours pu être plutôt estimé, car les Istro-Roumains ont rarement figuré comme tels dans les recensements. L’évolution de leur nombre est approximativement la suivante :
| Année                 | Nombre                                  | Source                 |
| --------------------- | --------------------------------------- | ---------------------- |
| avant 1803            | 10 000                                  | Kandler 1863, p. 233   |
| 1803                  | 5 000 (seulement au sud du massif Učka) | Nicoară 1890, p. 5     |
| 1846                  | 1 555                                   | chiffre officiel       |
| milieu du XIXe siècle | 3 000-6 000                             | Vassilich 1900, p. 178 |
| entre 1850 et 1859    | 2 955                                   | chiffre officiel       |
| 1859                  | 2 200 (seulement au sud du massif Učka) | Ascoli 1861, p. 329    |
| 1869                  | 3 000 (seulement au sud du massif Učka) | Ficker 1869, p. 90     |
| 1880                  | 2 631                                   | Czörnig 1885           |
| 1883                  | 2 300 (seulement au sud du massif Učka) | Lechner 1883, p. 295   |
| 1888                  | 2 299 (seulement au sud du massif Učka) | Nicoară 1890, p. 8     |
| 1921                  | 1 644                                   | chiffre officiel       |
| 1962                  | 1 140                                   | Flora 1962             |
| 1971                  | 1 250-1 500                             | Kovačec 1971, p. 23    |
| 1983                  | 555                                     | Flora 1982, p. 59      |

L’autoidentification des Istro-Roumains n’est pas unitaire. D’une part, parce qu’ils étaient encore récemment isolés les uns des autres, entre vlåš et žejånci le sentiment de la communauté ethnique et linguistique est absent. D’autre part, la plupart se déclarent Croates, éventuellement Croates locuteurs de vlåški, respectivement žejånski, certains disent appartenir à la minorité nationale italienne, et quelques dizaines déclarent faire partie de la minorité nationale roumaine. Certains se disent Roumains seulement dans leurs contacts avec des Roumains de Roumanie.
En 2015 on estime que dans leurs villages nataux il y a 150 locuteurs performants en istro-roumain, qui l’ont appris avec leurs parents. Il pourrait y en avoir deux ou trois fois autant éparpillés dans les villes et quelques centaines encore en dehors de la Croatie. Tous ces gens sont d’âge moyen ou vieux. La transmission de la langue de parents à enfants a pratiquement cessé chez les générations nées dans les années 1950-1960. Les locuteurs jeunes (âgés de 30 ans environ), peu nombreux, l’ont apprise avec leurs grands-parents comme une deuxième ou troisième langue étrangère. D’ailleurs tous les locuteurs sont au moins bilingues.
Les Istro-Roumains et leur langue ne sont pas présents en tant que tels dans les données des recensements mais ils pourraient se trouver parmi celles concernant la minorité nationale roumaine. Ainsi, en 2011, on a enregistré pour toute la Croatie 955 personnes de langue maternelle roumaine et 435 appartenant à la minorité nationale roumaine, mais on ne peut pas savoir combien de ces personnes sont des Bayaches, dont la langue maternelle est le daco-roumain. Dans le comitat d'Istrie, 49 personnes sont recensées comme roumaines et 6 comme valaques, 70 personnes se déclarant de langue maternelle roumaine et 6 de langue valaque. Dans le comitat de Primorje-Gorski Kotar, où se trouve Žejane, on enregistre 31 Roumains et 3 Valaques, ainsi que 40 personnes de langue maternelle roumaine.
Dans le premier quart du XXIe siècle il y a encore des villages habités par des Istro-Roumains au nord-est de l’Istrie, un au nord du massif Učka et quelques-uns au sud de celui-ci. Leurs noms apparaissent dans les sources en plusieurs langues et en davantage de variantes :
| Istro-roumain Vrzić 2009 | Istro-roumain Kovačec 1998 | Roumain    | Croate     | Croate avec transcription italienne | Italien              | Nombre d’habitants en 2011 |
| ------------------------ | -------------------------- | ---------- | ---------- | ----------------------------------- | -------------------- | -------------------------- |
| Žejân                    | Žei̯ân                      | Jeiăn      | Žejane     | Seiane                              |                      | 131                        |
| Sušnjevicę / Šušnjevicę  | Sușńevițę                  | Sușnievițe | Šušnjevica | Susgnevizza                         | Valdarsa             | 70                         |
| Nosolo / Noselo          | Noselo                     | Noselo     | Nova Vas   |                                     | Villanova            | 68                         |
| Sukodru                  | Sucodru                    | Sucodru    | Jesenovik  | Iessenovizza                        | Santa Maria del Lago | 58                         |
| Letåj                    | Letåi̯                      | Letai      | Letaj      | Lettai                              |                      | 45                         |
| Kostârčån                | Costârčån                  | Costârcean | Kostrčani  | Costerciani                         |                      | 30                         |
| Bârdo                    | Bârdo                      | Bârdo      | Brdo       | Berda                               | Collalto             | 13                         |
| Zankovci                 | Zancovți                   | Zancovți   | Zankovci   | Zancovici                           |                      | 8                          |

La situation de l’istro-roumain est bien reflétée par sa présence dans l’Atlas UNESCO des langues en danger dans le monde.

## Mode de vie, folklore et coutumes
Au XXIe siècle, le mode de vie des Istro-Roumains ne diffère pas de celui de la population majoritaire. À la suite de l’industrialisation commencée dans les années 1950, eux aussi se sont orientés vers les villes à la recherche d’emplois, en s’y établissant ou en faisant la navette, et en pratiquant un peu l’agriculture.
La production traditionnelle du charbon de bois n’a pas totalement disparu. En 2008 on en produisait encore pour des restaurants de la région.
Les Istro-Roumains avaient autrefois une culture immatérielle riche, comprenant danses, chansons, contes, proverbes, pratiques magiques, coutumes liées à la naissance, au mariage, à l’enterrement et aux fêtes, pratiqués dans leur langue et présentant des ressemblances avec la culture des autres Roumains. Ces éléments culturels étaient encore assez vivants lorsque les premiers visiteurs et chercheurs les ont notés et publiés, tout en remarquant leur tendance à disparaître. Cependant, dans le processus d’assimilation, ils ont été de plus en plus pratiqués en croate, puis, à la suite de la modernisation de la société, ils ont presque totalement disparu.
Il se conserve encore à Žejane la coutume de Mardi gras des zvončari (« sonneurs de clochettes ») qui n’est pas typiquement istro-roumaine mais comporte certaines particularités par rapport à la même coutume pratiquée dans plusieurs autres régions de la Croatie. Elle tient des rites préchrétiens censés chasser les esprits mauvais de l’hiver. Au XXIe siècle, les zvončari sont constitués en ensemble folklorique qui perpétue cette coutume dans le village, la présente au carnaval de Rijeka et dans d’autres pays.
La religion des Istro-Roumains est catholique romaine, mais il semble qu’à l’origine ils aient été orthodoxes, parce qu’Ascoli affirme que dans le village de Jesenovik, l’église avait été orthodoxe avant de devenir catholique.

## La langue des Istro-Roumains
D’après la plupart des linguistes roumains, l’idiome parlé par les Istro-Roumains est un dialecte du roumain, les autres étant le daco-roumain, l’aroumain et le mégléno-roumain. Selon Radu Flora c’est un groupe de dialectes du daco-roumain et, de l’avis d’autres linguistes (Petar Skok, Alexandru Graur, Ion Coteanu), c’est une langue romane de l’est à part. Antonio Dianich aussi a cette dernière opinion.
À cause des circonstances historiques, dans le contexte de l’assimilation graduelle des Istro-Roumains à la population majoritaire croate, leur langue a de plus en plus été influencée par la langue de celle-ci, Coteanu allant jusqu’à considérer l’istro-roumain comme une « langue mixte ». Il comporte beaucoup d’emprunts lexicaux, y compris des mots-outils, sa structure grammaticale étant également influencée.
Chaque village a son propre parler, avec de petites différences entre celles des villages situés au sud du massif Učka, et plus grandes entre celles-ci et le parler de Žejane.

## Actions de sauvegarde de l’identité et de la langue instro-roumaines
La formation d’un aspect écrit de la langue n’a pas eu lieu, et d’autant moins sa standardisation, ce qui a acceléré son déclin. Des actions de sauvegarde n’ont commencé que dans les années 1990, pour s’intensifier après l’an 2000.

### Mesures officielles
La Croatie, membre du Conseil de l'Europe, a ratifié elle aussi la Charte européenne des langues régionales ou minoritaires, en 1997, en précisant pour quelles langues elle allait l’appliquer, parmi lesquelles ne figure ni le roumain ni l’istro-roumain.
Surveillant l’application de la Charte, un Comité d’experts prépare et présente périodiquement des rapports sur le sujet. L’istro-roumain apparaît dans un tel rapport le 12 mars 2008, pour la première fois dans un document officiel du Conseil, où l’on rappelle une demande adressée auparavant au gouvernement croate : « Certains éléments prouvent la présence traditionnelle d’une petite communauté de locuteurs d’une langue appelée istro-roumain en Istrie. Le Comité d’experts souhaiterait obtenir des informations sur cette langue à l’occasion du prochain rapport périodique. » (alinéa 48). Le rapport cite également la réponse du gouvernement croate : « En ce qui concerne la langue istro-roumaine, nous avons le plaisir de vous informer qu’en septembre 2007, le ministère de la Culture a décidé d’attribuer à cette langue le statut de bien culturel immatériel ; l’istro-roumain est donc inscrit au registre des biens culturels protégés de la république de Croatie. » (Annexe 2, point 8.).
En effet, l’istro-roumain est inscrit sur la Liste des biens culturels immatériels protégés de la Croatie, sous la dénomination de istro-rumunjski govori (« parlers istro-roumains »), faisant partie du Registre des biens culturels, en vertu de la Loi sur la protection et la conservation des biens culturels.
Considérant comme insuffisantes les mesures prises par le gouvernement croate, Vlad Cubreacov, député de la république de Moldavie à l’Assemblée parlementaire du Conseil de l'Europe, initie une proposition de résolution soutenue par 33 autres députés de divers pays, qu’il dépose le 21 avril 2008. On y demande d’inviter la Croatie à reconnaître officiellement la minorité istro-roumaine, à lui assurer l’exercice des droits inscrits dans la Convention européenne des droits de l'homme, notamment ceux concernant l’utilisation de la langue maternelle et du roumain standard dans l’enseignement, la pratique religieuse et les médias, et à soutenir les associations culturelles des Istro-Roumains. La proposition invite également les autorités de Roumanie à coopérer avec celles de Croatie en vue de prendre des mesures urgentes pour préserver l’identité et la langue des Istro-Roumains. La proposition de Vlad Cubreacov n’a finalement pas été examinée par l’Assemblée.
Les autorités croates locales prennent certaines mesures. Ainsi, dans le Statut du comitat d'Istrie, adopté en 2009, il est inscrit que le comitat œuvre pour la sauvegarde des dialectes locaux, parmi lesquels l’istro-roumain.
Dans un nouveau rapport présenté au Conseil de l’Europe concernant l’application de la Charte, celui d’octobre 2010, le rapporteur József Berényi, député de la Slovaquie, mentionne qu’il a pris en compte dans son document la proposition de résolution de Vlad Cubreacov et il précise que « la question de la minorité istro-roumaine sera soulevée dans son rapport à titre d’exemple devant faire l’objet d’une attention particulière ». Il rappelle les informations comprises dans le rapport du 12 mars 2008, puis il souligne que « la protection de la langue istro-roumaine, qui semble menacée d’extinction, demande une plus grande attention. La reconnaissance officielle de la minorité istro-roumaine par la Croatie et sa protection en vertu de la charte sont nécessaires afin de garantir que cette langue soit pleinement protégée. » Il espère en même temps que les remarques de son rapport seront prises en considération par le futur rapport du Comité d’experts.
En tant que mesure concernant l’enseignement, le Conseil du comitat d’Istrie confie à l’école élémentaire et collège Ivan-Goran-Kovačić de Čepić le soin de promouvoir l’istro-roumain, raison pour laquelle elle bénéficie d’un régime spécial qui lui permet de ne pas appliquer la règle concernant le nombre minimal d’élèves inscrits. En vertu de cette décision, son programme scolaire pour l’année 2022-2023 prévoit 70 heures par an, deux par mois, de istrorumunjski jezik « langue istro-roumaine » et d’autres activités liées aux traditions istro-roumaines, avec deux enseignants. Ces activités, facultatives, ont lieu dans le bâtiment de l’école de Šušnjevica, appartenant à l’établissement de Čepić.

### Actions dans le domaine scientifique
Le réveil de l’intérêt pour les Istro-Roumains et leur langue se manifeste en 2000 par le 3e symposium international dédié aux langues en contact, ayant pour thème « L’idiome istro-roumain hier, aujourd’hui, demain ». C’est un premier événement de grande ampleur consacré aux Istro-Roumains, avec la participation de linguistes, historiens, personnes du domaine de la culture et de la presse de Croatie, Roumanie et Italie, ainsi que de personnes officielles croates et roumaines. Cela crée l’espoir que quelque chose sera entrepris pour sauvegarder l’identité et la langue des Istro-Roumains.
Des chercheurs recommencent l’activité sur le terrain. Ainsi, en 2007, un groupe d’universitaires de Timișoara, Roumanie, reprennent les enquêtes dialectales dans les localités habitées par des Istro-Roumains et, en 2008, des ethnologues de Sibiu, Roumanie, effectuent eux aussi une recherche sur place.
Un symposium intitulé « Les Istro-roumains : repères culturels et historiques » est organisé en 2008 à Sibiu. Cela donne, entre autres, l’occasion aux zvončari de Žejane de se présenter en Roumanie.

### Actions au niveau de la société civile
Dans le but de sauvegarder l’identité et la langue istro-roumaines, il existe aussi quelques formes d’organisation au niveau de la société civile, telles des associations en Croatie et dans d’autres pays, ainsi que des initiatives personnelles.
L’Association d’amitié italo-roumaine Décébale existe à Trieste depuis 1987. Elle a organisé, par exemple, l’exposition itinérante « Les Istro-Roumains, une petite culture dans la grande histoire », présentée en Italie, en Autriche et en Roumanie, dans ce dernier pays à l’occasion du symposium de Sibiu.
L’Association culturelle istro-roumaine Andrei-Glavina fondée à Rome en 1994 œuvre dans la même direction.
Il existe aussi le projet Očuvęj vlåška ši žejånska limba (« Sauvegarde de la langue vlåh et de Žejane ») initié par la linguiste Zvjezdana Vrzić de l’Université de New York avec un groupe d’Istro-Roumains émigrés aux États-Unis, et étendu en 2007 à la Croatie, par l’inclusion du Musée ethnographique d’Istrie, puis, en 2011, de trois associations culturelles locales. Le projet est soutenu par le Ministère de culture de Croatie, par deux conseils de comitats et deux mairies. Depuis 2010, il entretient un site web qui accueille des enregistrements sonores et vidéo, le dictionnaire de Kovačec 1998 adapté en ligne, des leçons d’istro-roumain, etc.
D’autres actions importantes sont entreprises par l’intermédiaire du site Istro-Romanian Community Worldwide (« La communauté istro-roumaine dans le monde ») de Marisa Ciceran, qui publie de nombreux matériaux de toutes sortes concernant les Istro-roumains.

### Littérature istro-roumaine
Hormis la littérature orale recueillie et publiée par des chercheurs, il existe depuis quelque temps, grâce aux initiatives civiles, une littérature cultivée aussi, de quantité réduite, composée de poèmes (certains chantés), de souvenirs, d’essais et de traductions. Certaines créations ont été publiées par la première revue en istro-roumain, Scrisore către fraț Rumer (« Lettre aux frères Rumeri ») de l’association Andrei-Galavina, parue entre 1996 et 2002, en volume, et/ou sur l’Internet.

## Sources bibliographiques

### Sources directes
- (ro) Asachi, Gheorghe, « Istroromânii » [« Les Istro-Roumains »], Calendarul pentru poporul romănesc pe anul 1847,‎ 1847, p. 24-25 (lire en ligne, consulté le 28 juin 2017)
- (it) Ascoli, Graziadio Isaia, « Colonie straniere d’Italia » [« Colonies étrangères d’Italie »], dans Ascoli, Graziadio Isaia, Studj critici [« Études critiques »], Milan – Leipzig – Trieste, Editori del Politecnico – Brockhaus – Muenster, 1861 (lire en ligne), p. 315-363
- (de) Bidermann, Hermann Ignaz, Die Romanen und ihre Verbreitung in Österreich [« Les Romans et leur diffusion en Autriche »], Graz, Leuschner & Lubensky, 1877 (lire en ligne)
- (it) Covaz, Antonio, « Dei Rimgliani o Vlahi d'Istria » [« Sur les Romains ou les Valaques d’Istrie »], L’Istria, vol. 1, nos 1-2,‎ 3 janvier 1846, p. 7-8 (lire en ligne, consulté le 28 juin 2017)
- (it) Croce, Ireneo della, Historia antica e moderna, sacra e profana della città di Trieste [« Histoire antique et moderne, sacrée et profane de la ville de Trieste »], Venise, 1698 (lire en ligne)
- (it) Curtis, Ervino, « La lingua, la storia, la tradizione degli istroromeni » [« La langue, l’histoire, la tradition des Istro-Roumains »], sur istro-romanian.com, 14 novembre 2001 (consulté le 28 juin 2017)
- (hu) Czink, Lajos, « Vlasia. Cziribiri völgy Isztriában » [« Vlasia. Vallée des Ciribiri en Istrie »], Magyar Földrajzi Társaság, vol. 18,‎ 1890, p. 350-367 (lire en ligne, consulté le 23 avril 2023)
- (de) Dahmen, Wolfgang, « Istrorumänisch » [« Istro-roumain »], dans »], Holtus, G. ; Metzeltin, M. ; Schmitt, Ch. (dir.), Lexikon der Romanistischen Linguistik [« Encyclopédie de la linguistique romane »], vol. 3, Tübingen, De Gruyter, 1989 (lire en ligne), p. 448-460
- Densusianu, Ovid, Histoire de la langue roumaine, t. I : Les origines, Paris, Ernest Leroux, 1901 (lire en ligne)
- (ro) Dianich, Antonio, « Mărturia unui istroromân: profesorul Antonio Dianich] » [« Témoignage d’un Istro-Roumain : le professeur Antonio Dianich »], Orizonturi culturale italo-române, vol. IV, nos 7-8,‎ juillet-août 2014 (ISSN 2240-9645, lire en ligne, consulté le 28 juin 2017)
- (ro) Drăganu, Nicolae, Românii în veacurile IX-XIV pe baza toponimiei și a onomasticei [« Les Roumains aux IXe – XIVe siècles, sur la base de la toponymie et de l’onomastique »], vol. 21, Bucarest, Academia Română, coll. « Studii și cercetări », 1933 (lire en ligne)
- (de) Ficker, Adolf, Die Völkerstämme der Österreichisch-Ungarischen Monarchie; ihre Gebiete, Gränzen und Inseln [« Les ethnies de l’Autriche-Hongrie ; leurs régions, frontières et îles »], Vienne, 1869 (lire en ligne)
- (de) Filipi, Goran, « Istrorumänisch » [« Istro-roumain »], dans Okuka, Miloš (dir.), Lexikon der Sprachen des europäischen Ostens [« Encyclopédie des langues de l’Europe orientale »], vol. 3, Klagenfurt, Wieser, 2002 (lire en ligne), p. 91-96
- (hu) Filipi, Goran, Istrorumunjski lingvistički atlas : Atlasul Lingvistic Istroromân : Atlante Linguistico Istrorumeno [« Atlas linguistique istro-roumain »], Pula, Znanstvena udruga Mediteran, 2002
- (ro) Flora, Radu, « Despre stadiul actual al istroromânei. Contribuția geografiei lingvistice la chestiunea stabilirii poziției graiurilor istroromâne față de dacoromână » [« Sur le stade actuel de l’istro-roumain. Contribution de la géographie linguistique à la question de l’établissement de la position des dialectes instro-roumains par rapport au daco-roumain »], Fonetică și Dialectologie, no 4,‎ 1962, p. 135-170
- (ro) Frățilă, Vasile, « Dialectul istroromân. Privire generală » [« Le dialecte istro-roumain. Vue générale »], dans Berciu-Drăghicescu, Adina (dir.), Aromâni, meglenoromâni, istroromâni: aspecte identitare și culturale [« Aroumains, Mégléno-Roumains, Istro-Roumains : aspects identitaires et culturels »], Bucarest, Editura Universității din București, coll. « IEH », 2012 (ISBN 978-606-16-0148-6, lire en ligne), p. 633-694
- (ro) Glavina, Andrei, « Rumerii și școala națională croată » [« Les Rumeri et l’école nationale croate »], Unirea, Blaj, vol. 16, no 20,‎ 12 mai 1906, p. 152-153 (lire en ligne, consulté le 28 juin 2017)
- (it) Kandler, Pietro Paolo, « Lo rimboscamento » [« Le reboisement »], dans Kandler, Pietro Paolo, Raccolta delle leggi, ordinanze e regolamenti speciali per Trieste [« Recueil des lois, ordonnances et règlements spéciaux pour Trieste »], Trieste, Tipografia del Lloyd Austriaco, 1861 (lire en ligne), p. 1-5
- (it) Kandler, Pietro Paolo, « Li Cici », dans Cameroni, F. (dir.), Storia cronografica di Trieste dalla sua origine sino all’anno 1695 del canonico D. Vincenzo Scussa Triestino cogli Annali dal 1695 al 1848 [« Histoire chronographique de Trieste depuis ses origines jusqu’à l’an 1695, du chanoine D. Vincenzo Scussa Triestino, avec les Annales de 1695 à 1848 »], Trieste, C. Coen, 1863 (lire en ligne), p. 231-236
- (it) Kandler, Pietro Paolo, « Al molto reverendo Signore Don Matteo Musina, paroco di Vragna » [« Au révérend Don Matteo Musina, curé de Vragna »], L’Istria, vol. I, no 3,‎ 10 janvier 1846, p. 12 (lire en ligne, consulté le 28 juin 2017)
- (sl) Kos, Franc, Gradivo za zgodovino Slovencev v srednjem veku [« Matériaux pour l’histoire des Slovènes au Moyen Âge »], Ljubljana, Leonova družba, 1915 (lire en ligne)
- (de) Lechner, Karl, « Die Rumunen in Istrien » [« Les Roumains en Istrie »], dans Behm, E. (dir.), Dr A. Petermann's Mitteilungen aus Justus Perthes' geographischer Anstalt [« Conférences du dr A. Petermann à l’Institut géographique de Justus Perthes »], vol. 29, Gotha, Justus Perthes, 1883 (lire en ligne), p. 294-299
- (ro) Lozovanu, Dorin, « Caracterizarea geografică, istorică și culturală a minorității istroromâne din Croația » [« Caractérisation géographique, historique et culturelle de la minorité istro-roumaine de Croatie »], dans Berciu-Drăghicescu, Adina (dir.), Aromâni, meglenoromâni, istroromâni: aspecte identitare și culturale [« Aroumains, Mégléno-Roumains, Istro-Roumains : aspects identitaires et culturels »], Bucarest, Editura Universității din Bucarest, coll. « IEH », 2012 (ISBN 978-606-16-0148-6, lire en ligne), p. 756-788
- (ro) Maiorescu, Ioan, « Itinerarul în Istria » [« Itinéraire en Istrie »], Convorbiri literare, vol. 6, no 3,‎ 1872, p. 117-126 (lire en ligne, consulté le 24 avril 2023)
- (ro) Maiorescu, Ioan, « Itinerarul în Istria » [« Itinéraire en Istrie »], Convorbiri literare, vol. 6, no 3,‎ 1872, p. 183-191 (lire en ligne, consulté le 24 avril 2023)
- (ro) Maiorescu, Ioan, « Itinerarul în Istria » [« Itinéraire en Istrie »], Convorbiri literare, vol. 6, no 3,‎ 1872, p. 183–191 (lire en ligne, consulté le 24 avril 2023)
- (ro) Miclăuș, Lucian, « Teorii cu privire la originea istroromânilor » [« Théories concernant l’origine des Istro-Roumains »], Analele Universității de Vest din Timișoara, vol. 44,‎ 2006, p. 151-160 (lire en ligne, consulté le 28 juin 2017)
- (ro) Miclăuș, Lucian, « Evoluția istroromânilor din perspectivă demografică » [« Évolution des Istro-Roumains en perspective démographique »], Transilvania, Sibiu, Armanis, no 4,‎ 2009, p. 34-38 (lire en ligne, consulté le 24 avril 2023)
- (de) Miklošič, Franc, « Die istrischen Rumunen » [« Les Roumains istriens »], dans Miklošič, Franc, Die slavischen Elemente in Rumunischen [« Éléments slaves dans la langue roumaine »], Vienne, K. Gerold’s Sohn, 1861 (lire en ligne), p. 55-69
- Moseley, Christopher et Nicolas, Alexandre, Atlas des langues en danger dans le monde, Paris, UNESCO Publishing, coll. « Mémoire des peuples », 2010, 2e éd., 231 p. (ISBN 978-92-3-204096-1, lire en ligne)
- (ro) Nicoară, Vincențiu, « Românii istrieni » [« Les Roumains istriens »], Transilvania, Sibiu, Comitetulŭ Asociațiuneĭ, vol. 21, no 1,‎ 1890, p. 3-9 (lire en ligne, consulté le 24 avril 2023)
- (ro) Papahagi, Tache, Cercetări în Munții Apuseni [« Recherches dans les Carpates occidentales »], Bucarest, 1925 (lire en ligne)
- (ro) Potoroacă, Elena Ramona, « Tradiții istroromâne – trecut și prezent. Analiză comparativă » [« Traditions istro-roumaines – passé et présent. Analyse comparative »], Transilvania, Sibiu, Armanis, no 4,‎ 2009, p. 79-90 (lire en ligne, consulté le 24 avril 2023)
- (ro) Rațiu, Emil Petru, « Localități și castele din Valea Arsei și coincidențe istorice » [« Localités et châteaux de la vallée de la Raša et coïncidences historiques »], Transilvania, Sibiu, Armanis, no 4,‎ 2009, p. 39-41 (lire en ligne, consulté le 24 avril 2023)
- (ro) Sala, Marius (dir.), Enciclopedia limbilor romanice [« Encyclopédie des langues romanes »], Bucarest, Editura Științifică și Enciclopedică, 1989 (ISBN 973-29-0043-1)
- (ro) Sârbu, Richard, « Istroromânii sau vlahii istrieni. Trecut, prezent și viitor » [« Les Istro-Roumains ou Valaques istriens. Passé, présent et avenir »], dans Berciu-Drăghicescu, Adina (dir.), Aromâni, meglenoromâni, istroromâni: aspecte identitare și culturale [« Aroumains, Mégléno-Roumains, Istro-Roumains : aspects identitaires et culturels »], Bucarest, Editura Universității din Bucarest, coll. « IEH », 2012 (ISBN 978-606-16-0148-6, lire en ligne), p. 695-710
- (ro) Sorescu Marinković, Annemarie, « Comunități românofone din Serbia. Identitate lingvistică sau ceva mai mult? » [« Communautés roumanophones de Serbie. Identité linguistique ou quelque chose de plus ? »], dans Luminița Botoșineanu et al. (dir.), Români majoritari / Români minoritari: interferențe și coabitări lingvistice, literare și etnologice [« Roumains majoritaires / Roumains minoritaires : interférences et cohabitations linguistiques, littéraires et ethnologiques »], Iași, Alfa, 2007 (ISBN 978-973-8953-49-9, lire en ligne), p. 864-875
- (it) Vassilich, Giuseppe, « Sull’origine dei Cici » [« Sur l’origine des Cici »], Archeografo triestino, Trieste, G. Caprin, 3e série, vol. 2,‎ 1905, p. 209-247 (lire en ligne, consulté le 24 avril 2023)
- (it) Vassilich, Giuseppe, « Sui rumeni dell’Istria. Riassunto storico-bibliografico » [« Sur les Roumains d’Istrie. Résumé historico-bibliographique »], Archeografo triestino, Trieste, vol. 23,‎ 1900, p. 158-237 (lire en ligne, consulté le 24 avril 2023)
- Weigand, Gustav, « Nouvelles recherches sur le roumain de l’Istrie », dans », Meyer, Paul et Paris, Gaston (dir.), Romania. Recueil trimestriel consacré à l'étude des langes et des littératures romanes, vol. 21, Paris, Émile Bouillon, 1892 (lire en ligne), p. 240-256

### Sources indirectes
- (ro) Burada, Teodor, O călătorie prin satele românești din Istria [« Un voyage par les villages roumains d’Istrie »], Iași, Tipografia Națională, 1896
- (ro) Cantemir, Traian, Ciripiri cirebire [« Pépiements des Ciribiri »], Cernăuți, Glasul Bucovinei, 1935
- (ro) Cantemir, Traian, « Motivele dispariției poeziei populare la istroromâni » [« Raisons de la disparition de la poésie populaire chez les Istro-Roumains »], Făt-Frumos, vol. 10,‎ 1935
- (ro) Cantemir, Traian, « Noi date istorice referitoare la istroromâni » [« Nouvelles données historiques concernant les Istro-Roumains »], Limbă și literatură, vol. 19,‎ 1968, p. 91-110
- (ro) Capidan, Theodor, « Românismul balcanic » [« La roumanité balkanique »], Revista filologică, Cernăuți, vol. 1, nos 1-2,‎ 1927, p. 155-165
- (it) Corbanese, Guerrino Guglielmo, Il Friuli, Trieste e l’Istria : grande atlante storico-cronologico comparato [« Le Frioul, Trieste et l’Istrie : grand atlas historico-chronologique comparé »], vol. 1, Udine, Del Bianco, 1983 (ISBN 8890056428)
- (ro) Coteanu, Ion, Elemente de dialectologie a limbii române [« Éléments de dialectologie du roumain »], Bucarest, Editura Științifică, 1961
- (de) Czörnig, Karl von, Die ethnologischen Verhältnisse des Österreichischen Küstenlandes nach dem richtiggestellten Ergebnisse der Volkszählung vom 31. Dezember 1880 [« Situation ethnique du Littoral autrichien dans la perspective des résultats corrigés du recensement du 31 décembre 1880 »], Trieste, Schimpff, 1885
- (ro) Dragomir, Silviu, « Originea coloniilor române din Istria » [« Origine des colonies roumaines d’Istrie »], Academia Română. Memoriile secțiunii istorice, Bucarest, Cultura națională, 3e série, vol. 2, no 4,‎ 1924
- (ro) Flora, Radu, « Pentru un atlas lingvistic al istroromânei » [« Pour un atlas linguistique de l’istro-roumain »], Analele Știintifice ale Universității Al. I. Cuza din Iași, vol. 28/29,‎ 1982-1983, p. 49-61
- (it) Franceschi, Carlo de, « Sulle varie popolazioni dell’Istria » [« Sur les diverses populations d’Istrie »], L’Istria, vol. 7, no 50,‎ 1852
- (ruo) Glavina, Andrei et Diculescu, Constantin, Calendaru lu rumeri din Istrie [« Calendrier des Roumains d’Istrie »], Bucarest, Gutenberg, Joseph Göbl, 1905 (lire en ligne)
- (ro) Kovačec, August, Descrierea istroromânei actuale [« Description de l’istro-roumain actuel »], Bucarest, Editura Academiei R. S. România, 1971
- (hu) Kovačec, August, Istrorumunjsko-Hrvatski Rječnik (s gramatikom i tekstovima) [« Dictionnaire istro-roumain–croate (avec une grammaire et des textes) »], Pula, Znanstvena udruga Mediteran, 1998
- (ro) Neiescu, Petru, Dicționarul dialectului istroromân [« Dictionnaire du dialecte istro-roumain »], vol. 1 : A-C, Bucarest, Editura Academiei Române, 2011 (ISBN 9789732721070)
- (ro) Petrovici, Emil, « Problema limitei sud-vestice a teritoriului de formare a limbii românești » [« La question de la limite du sud-ouest du territorie de formation de la langue roumaine »], Limba română, vol. 9, no 1,‎ 1960, p. 79-83
- (ro) Philippide, Alexandru, Originea romînilor [« Origine des Roumains »], vol. 2 : Ce spun limbile romînă și albaneză, Iași, Viața Romînească, 1927
- (ro) Popovici, Iosif, Dialectele romîne (Rumaenische Dialekte) [« Les dialectes roumains »], vol. IX : Dialectele romîne din Istria, Halle-sur-Saale, Édition de l’auteur, 1914, 1. Referințele sociale și gramatica
- (ro) Popovici, Iosif, Dialectele romîne (Rumaenische Dialekte) [« Les dialectes roumains »], vol. IX : Dialectele romîne din Istria, Halle-sur-Saale, Édition de l’auteur, 1909, 2. Texte și glosar
- (ro) Pușcariu, Sextil, « Studii istroromâne. În colaborare cu M. Bartoli, A. Belulovici și A. Byhan » [« Études istro-roumaines. En collaboration avec M. Bartoli, A. Belulovici et A. Byhan »], Analele Academiei Române. Memoriile Secțiunii Literare, Bucarest, Cultura națională, 2e série, vol. 28,‎ 1905-1906
- (ro) Pușcariu, Sextil, Studii istroromâne. În colaborare cu M. Bartoli, A. Belulovici și A. Byhan, vol. 2 : Introducere – Gramatică – Caracterizarea dialectului istroromân, Bucarest, Cultura națională, 1926
- (ro) Pușcariu, Sextil, Studii istroromâne. În colaborare cu M. Bartoli, A. Belulovici și A. Byhan, vol. 3 : Bibliografie critică – Listele lui Bartoli – Texte inedite – Note – Glosare, Bucarest, Cultura națională, 1929
- (hr) Rački, Franjo, « Nutarnje stanje Hrvatske prije XII. stoljeća » [« Situation interne de la Croatie avant le XIIe siècle »], dans Rad Jugoslavenske akademije znanosti i umjetnosti [« Travaux de l’Académie yougoslave des sciences et des arts »], vol. II, 1881, p. 102-149
- (ro) Rosetti, Alexandru, « Asupra repartizării dialectale a istroromânei » [« Sur la répartition dialectale de l’istro-roumain »], Grai și Suflet, vol. 5, no 1,‎ 1931-1932, p. 1-9
- (ro) Saramandu, Nicolae, Originea dialectelor românești (pe baza surselor istorice) [« Origine des dialectes roumains (fondée sur les sources historiques) »], Bucarest, Editura Academiei Române, 2005
- (ro) Scărlătoiu, Elena, Istroromânii și istroromâna. Relații lingvistice cu slavii de sud : cuvinte de origine veche slavă, Bucarest, Staff, 1998, Les Istro-Roumains et l’istro-roumain. Relations langagières avec les Slaves du Sud : mots vieux-slaves éd.
- (it) Skok, Petar, « Studi toponomastici sull’isola di Veglia » [« Études toponomastiques sur l’île de Krk »], Archivio glottologico Italiano, vol. 29,‎ 1938, p. 113-119
- (it) Stradner, Giuseppe, Novi schizzi dall’Adria [« Nouvelles esquisses d’Adrie »], vol. II : Istria, Trieste, F. H. Schimpff, 1903 (lire en ligne)
- (it) Tomasini, Giacomo Filippo, De’ Commentarj storici-geografici della provincia dell’Istria [« Commentaires historico-géographiques sur la province d’Istrie »], vol. 4, Trieste, G. Marenigh, coll. « L’Archeografo triestino », 1837 (lire en ligne)
- (ro) Vasiliu, Emanuel, Fonologia istorică a dialectelor dacoromâne [« Phonologie historique des dialectes daco-roumains »], Bucarest, Editura Academiei, 1968
- (ro) Zbuchea, Gheorghe, O istorie a românilor din Peninsula Balcanică (secolele XVIII-XX) [« Une histoire des Roumains de la Péninsule balkanique (XVIII-XX siècles) »], Bucarest, Biblioteca Bucareștilor, 1999 (lire en ligne)